# Presicce
Presicce is een gemeente in de Italiaanse provincie Lecce (regio Apulië) en telt 5739 inwoners (31-12-2004). De oppervlakte bedraagt 24,1 km², de bevolkingsdichtheid is 238 inwoners per km².

## Demografie
Presicce telt ongeveer 2025 huishoudens. Het aantal inwoners daalde in de periode 1991-2001 met 2,8% volgens cijfers uit de tienjaarlijkse volkstellingen van ISTAT.
| Jaar | Inwoneraantal |
| ---- | ------------- |
| 1991 | 5794          |
| 2001 | 5629          |

## Geografie
De gemeente ligt op ongeveer 104 m boven zeeniveau.
Presicce grenst aan de volgende gemeenten: Acquarica del Capo, Alessano, Salve, Specchia, Ugento.